# 新庄仔青雲宮
新庄仔青雲宮，位於台灣高雄市左營區新庄仔的一間大道公廟，主奉閩南醫神保生大帝（大道公）。新庄仔青雲宮為民間俗稱的「樓頂廟」，樓下為新庄仔路富國路傳統市場（早市），樓上才是青雲宮本廟。

## 歷史沿革
新庄仔青雲宮原位於左營桃子園地區，創建於清道光年間，供奉保生大帝，直至日治時期昭和十四年（民國二十八年；公元1937年），日人將柴山列為海軍基地，擴建左營軍港，桃子園村居民被迫遷村到新庄仔及內惟庄，並拆除在桃子園的青雲宮，桃子園青雲宮舊廟保生大帝神像遭到遷移，於是再雕刻三尊副身，用擲筊方式保生大帝二祖正身，大祖及三祖副身隨三分之一住民遷移內惟庄，大祖及三祖正身、二祖副身隨三分之二住民遷移一片綠油油稻田的新庄仔，居民分別於兩地興建廟殿膜拜，形成一宮兩廟之型態。遷至新庄仔的保生大帝神像暫厝保正鐘亞九之私人宅邸中，供善男信女參拜。
戰後時期，民國37年（公元1948年）決定於現址重建；民國76年（公元1987年）4月23日經第六屆管理委員會通過召開信徒大會，為廟宇年久失修陳舊，規模狹隘，乃倡議重建，全體信徒一致通過，遂成立重建委員會，先建一樓活動場所。民國78年（公元1989年）4月20日動工興建二樓廟宇，於民國81年1月8日（公元1992年，歲次辛未年十二月初四日）入廟安座。

## 祀神
保生大帝、保生大帝二祖、保生大帝三祖、福德正神、太歲星君、虎爺、福德正神 旁邊有『趙王爺』

## 圖輯

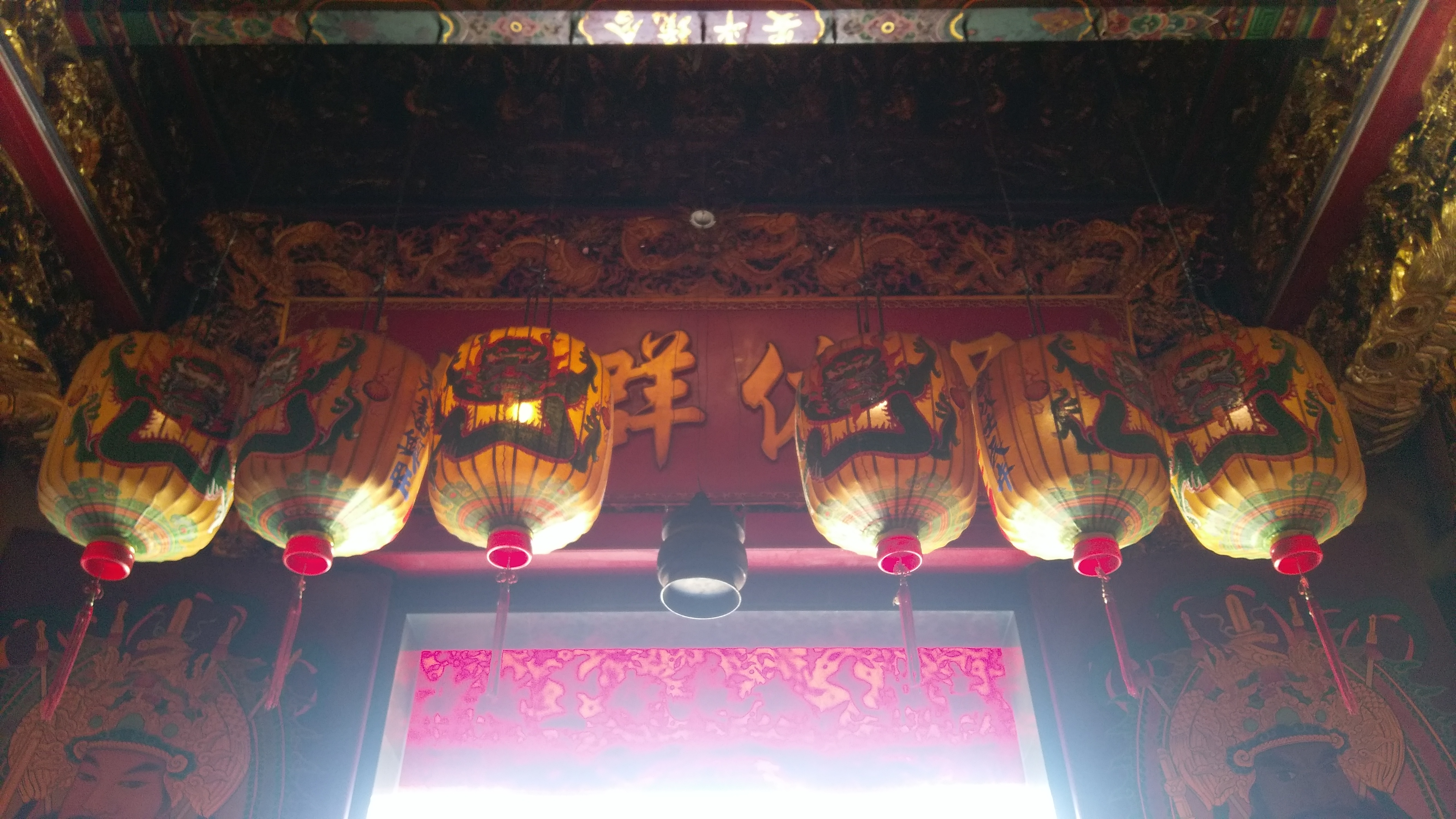
左營新庄子青雲宮懸吊式香爐和燈籠
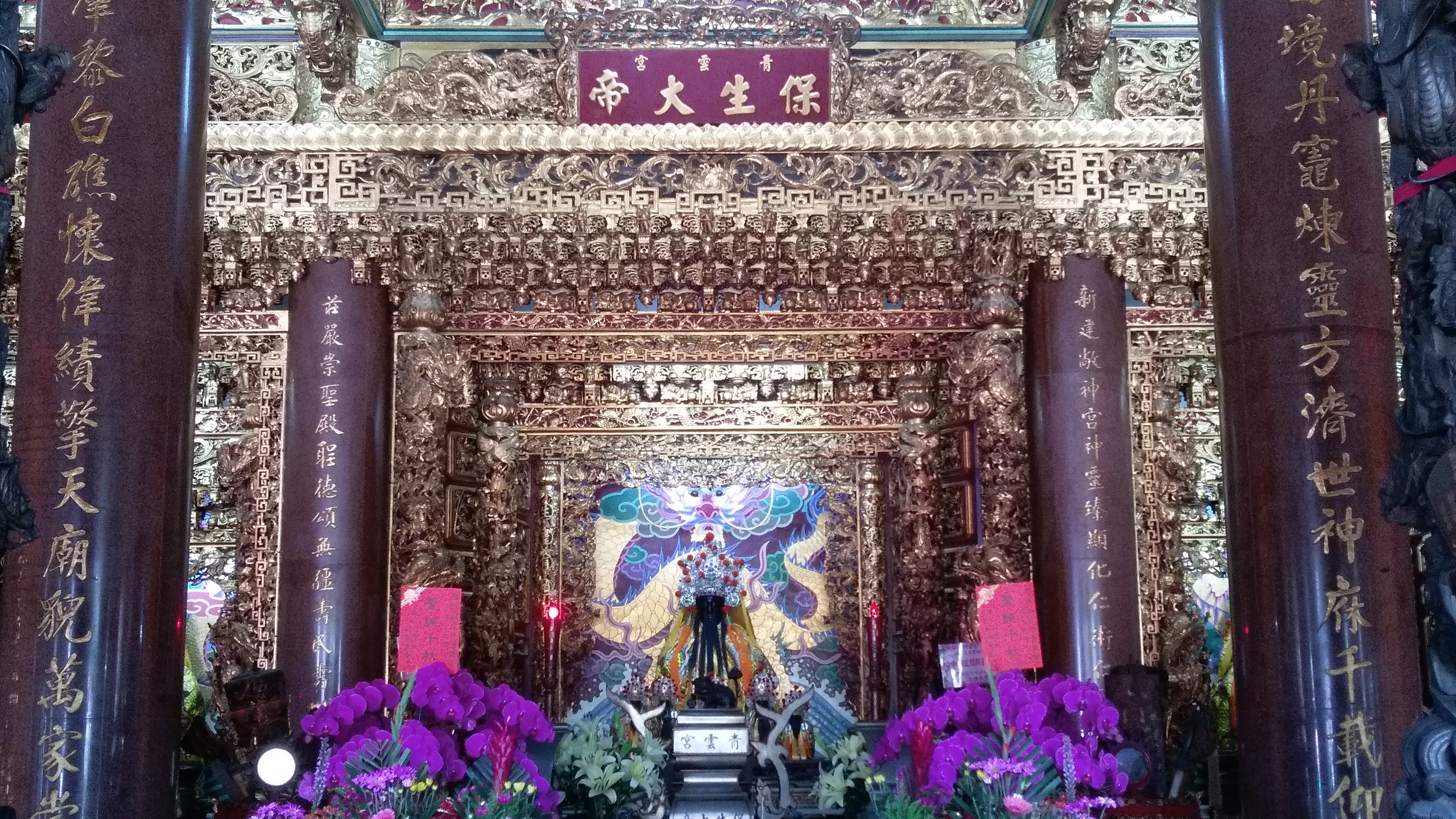
左營新庄子青雲宮黑臉鎮殿保生大帝
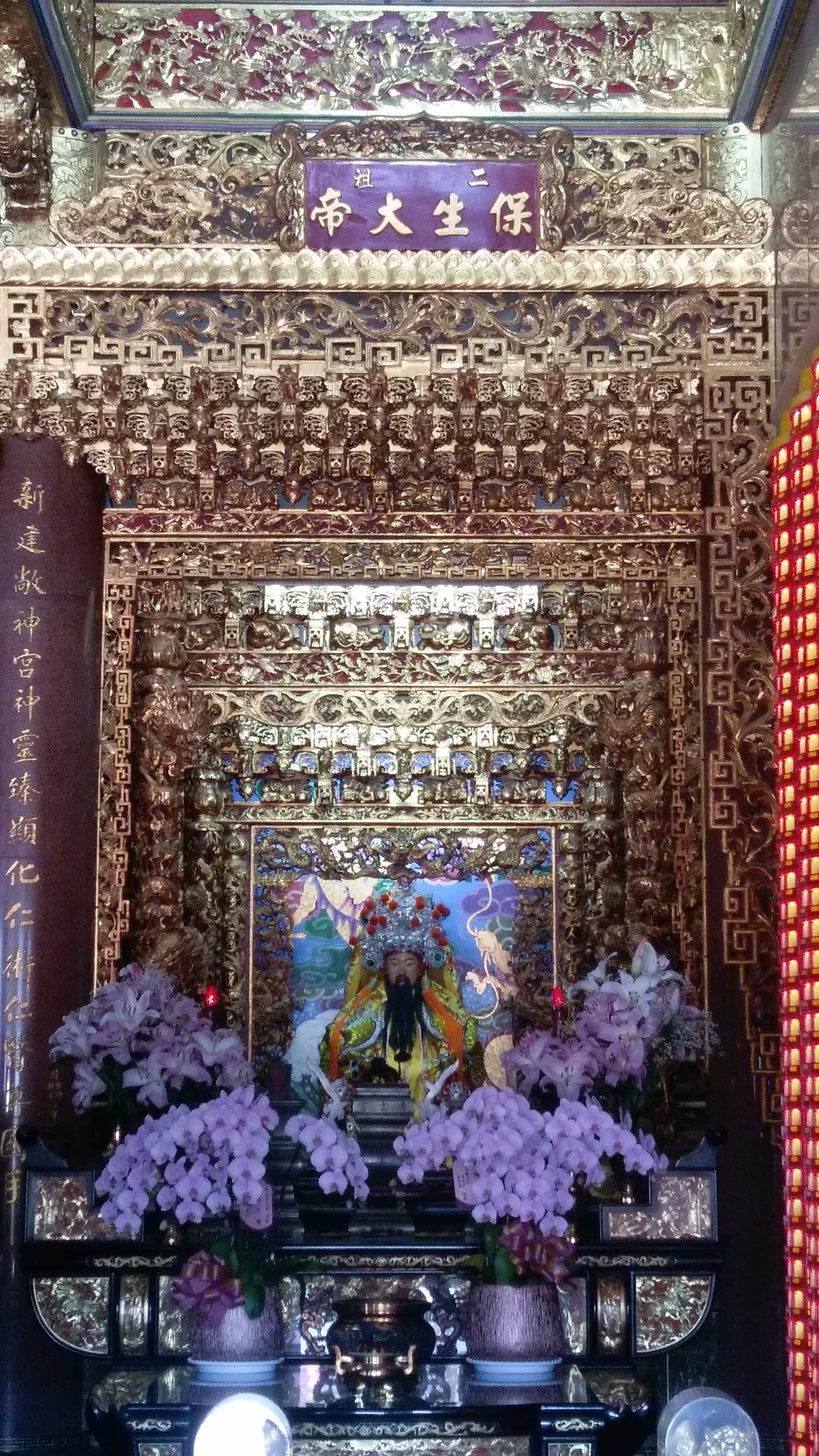
左營新庄子青雲宮鎮殿保生大帝二祖
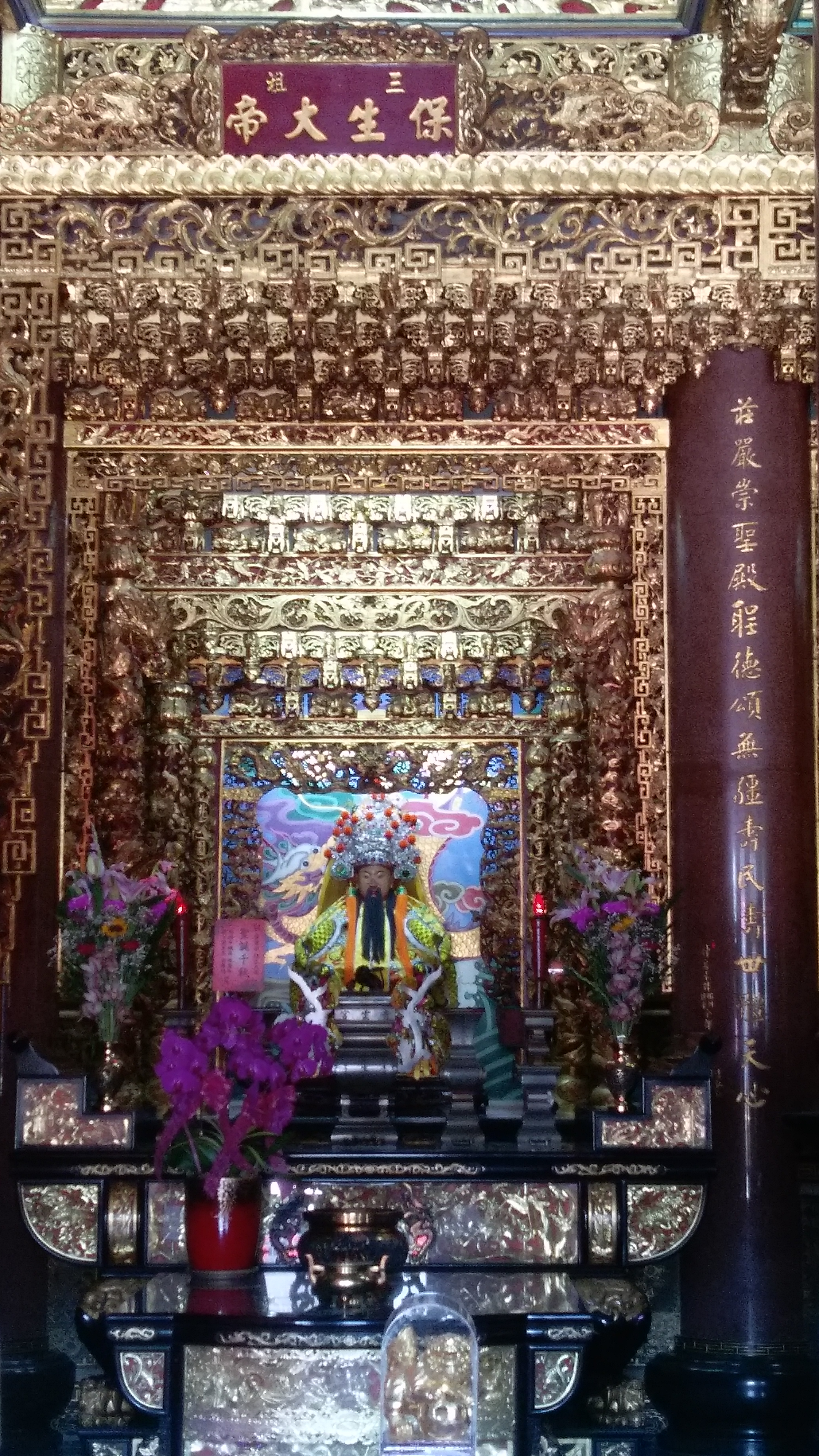
左營新庄子青雲宮鎮殿保生大帝三祖